# Lamar Butler
Lamar Butler (* 21. prosince 1983 Fort Washington, USA) je bývalý americký basketbalista, který na pozici rozehrávače hrával českou Národní basketbalovou ligu za tým BK Prostějov.
Je vysoký 188 cm, váží 80 kg.

## Kariéra
- 2006–2007 BK Prostějov
- 2007–2008	Pertevniyal Istanbul (Turecko)
- 2008–2009	Colorado 14ers (NBA Development League)
- 2009	Reno Bighorns (NBA Development League)
- 2009–2010	Tofaş S.K. (Turecko)